# ボロジノ (戦艦)
| ボロジノ（1904年クロンシュタット） | |
| 艦歴                               | |
| 起工                               | 1899年7月バルチック工廠 |
| 進水                               | 1901年9月 |
| 就役                               | 1904年9月 |
| その後                             | 1905年5月27日戦没 |
| 除籍                               | |
| 性能諸元                           | |
| 排水量                             | 設計時：13,516トン 常備：14,091～14,415トン |
| 全長                               | 121.0m 118.7m（水線長） |
| 全幅                               | 23.22m |
| 吃水                               | 7.97m（設計） 8.24m（常備） |
| 機関                               | ベルヴィール式石炭専焼水管缶28基 +直立型三段膨張式四気筒レシプロ機関2基2軸推進 |
| 最大出力                           | 16,300hp（設計） 15.012～16,378hp（実際） |
| 最大速力                           | 17.8ノット（設計） 16.2～17.64ノット（実際） |
| 燃料                               | 787トン（常備） 1,235トン（満載） |
| 航続距離                           | 10ノット/2,600海里（常備） 10ノット/5,000海里（満載） |
| 乗員                               | 835名 |
| 兵装                               | Pattern 1895 30.5cm（40口径）連装砲2基 Pattern 1892 15.2cm（45口径）連装速射砲6基 Pattern 1892 7.5cm（50口径）単装速射砲20基 オチキス 4.7cm（43.5口径）単装速射砲20基 マキシム 7.62mm機銃4基 38.1cm水上魚雷発射管2門 38.1cm水中魚雷発射管2門 パラノフシキー 6.35cm（19口径）野砲2基 機雷50個 衝角                                                                         |
| 装甲                               | クルップ鋼 舷側：152〜194mm（水線部主装甲）、165mm（弾薬庫）、145mm（艦首尾部）、38mm（水線下隔壁） 甲板：75mm（主甲板）38〜51mm 主砲塔：254mm（前盾・側盾）、63mm（天蓋） 主砲バーベット部：229mm（甲板上部）、102mm（甲板下部） 副砲塔：152mm（前盾・側盾）、30mm（天蓋） 副砲バーベット部：127mm 7.5cm砲ケースメイト部：76mm 司令塔：203mm（前盾・側盾）、37mm（天蓋） |

ボロジノ（ロシア語:Бородино́）はロシア海軍が日露戦争前に建造した前弩級戦艦のボロジノ級戦艦の1番艦である。日本海海戦ではバルチック艦隊に配備され第1戦艦隊に配属されたことで知られる。

## 艦歴
1899年5月14日/5月26日建造開始。1900年5月11日/5月23日起工。1901年8月26日/9月8日進水。
竣工後、バルチック艦隊（第2太平洋艦隊）に配置され、アフリカ大陸やマラッカ海峡などを経由してウラジオストクまで回航を目指すことになる。
日本海海戦では第一戦隊三番艦として同型のクニャージ・スヴォーロフ、インペラートル・アレクサンドル3世に続いて行動し艦長のセルプリャニコフ大佐の指揮の下戦うがクニャージ・スヴォーロフ、インペラートル・アレクサンドル3世が相次いで落伍、17時半頃には先頭に立ち嚮導艦として艦隊を先導する。
この時点では殆ど損害は受けていなかったが18時以降の砲戦で集中砲火を浴びた同艦は大損害を蒙りながらもひるむことなく前進し、日本側にいたイギリス観戦武官ウィリアム・ペケナム曰く
「この艦の堅忍不抜と勇気は例の無いものである」
と評する奮戦を見せる。
しかし7時20分ごろに突然2回の大爆発を起こし転覆沈没した。公式記録では戦艦富士の主砲弾が命中したことによるものとされているが、火災がいずれかの火薬庫に引火したものとも言われている。
865名が戦死。生存者は艦首ケースメイト75ミリ砲の砲手ユシチェンコただ１人であった。証言によれば持ち場が被弾したので救援を求めに持ち場を離れたが、被弾で行く道が絶たれていたので戻ろうとした所転覆したので脱出したという。他にも5人が漂流していたようだが次々と力尽きて沈んでいき、1人残されたユシチェンコがたまたま近くを通った日本側の駆逐艦朧に救助された。「戦袍余薫懐旧録」にある朧の乗組員であった内藤省一（海戦当時・中尉）の記述によれば、艦腹にある艦名を見て朧（おぼろ）の名を叫んでいる日本兵がいたために救助したが、それは朧をロシア艦艇と勘違いして乗艦の名前（ボロジノ）を叫んで救助を求めたユシチェンコであったという。
1905年9月2日/9月15日除籍。

## 参考図書
- 「坂の上の雲では分からない日本海海戦」別宮暖郎著（並木書房）
- 「別館歴史読本　日露戦争と日本海海戦」（新人物往来社）